# 유키군

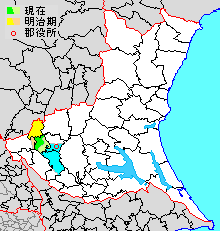
유키군의 위치

유키군(일본어: 結城郡, ゆうきぐん)은 일본 이바라키현에 있는 군이다.
인구 20,293명, 면적 58.99km², 인구밀도 344명/km².(2025년 3월 1일, 추계인구)
이하 1정으로 구성된다.
- 야치요정(八千代町)

## 군역
설립 당시의 군역은 아래와 같다. 나중에 편입된 군역에 관해서는 오카다군·도요다군의 항목을 참고.
- 유키시 전역
- 고가시의 일부
- 야치요정의 일부.

## 역사

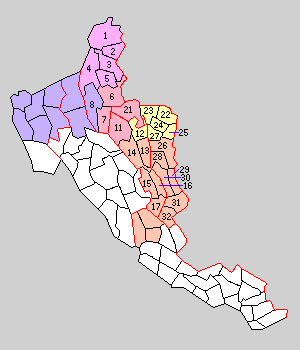
1.유키정 2.기누가와촌 3.가미야마카와촌 4.에가와촌 5.야마카와촌 6.나카유키촌 7.시모유키촌 8.나사키촌 11.안조촌 12.오가타촌 13.오카다촌 14.이누마촌 15.스가와라촌 16.오하나와촌 17.도요오카촌 21.니시토요다촌 22.도요카미촌 23.후사카미촌 24.소도촌 25.고카이촌 26.도요다촌 27.이시게촌 28.다마촌 29.고카촌 30.미쓰마촌 31.오노오촌 32.미즈카이도정 (분홍:유키시 보라:고가시 빨강:야치요정 등색:조소시 노랑:시모쓰마시)

- 1889년 3월 31일 - 아래의 정촌이 설치됨. 특별히 저기 않은 경우는 현 유키시.(1정 7촌)
  - 유키정(結城町)
  - 기누가와촌(絹川村)
  - 가미야마카와촌(上山川村)
  - 에가와촌(江川村)
  - 야마카와촌(山川村)
  - 나카유키촌(中結城村): 현 야치요정
  - 시모유키촌(下結城村): 현 야치요정
  - 나사키촌(名崎村): 현 고가시
- 1896년
  - 4월 1일 - 유키군·오카다군·도요다군의 구역을 합쳐 새로이 유키군이 발족. 아래의 1정 18촌이 유키군 소속이 됨.(2정 25촌)
    - 구 오카다군(7촌) - 안조촌(安静村)(현 야치요정), 오가타촌(大形村)(현 시모쓰마시), 오카다촌(岡田村), 이누마촌(飯沼村), 스가와라촌(菅原村), 오하나와촌(大花羽村), 도요오카촌(豊岡村)(현 조소시)
    - 구 도요다군(1정 11촌) - 니시토요다촌(西豊田村)(현 야치요정), 도요카미촌(豊加美村), 후사카미촌(総上村), 소도촌(宗道村), 고카이촌(蚕飼村)(현 시모쓰마시), 도요다촌(豊田村)(현 조소시), 다마촌(玉村)(현 시모쓰마시, 조소시), 이시게촌(石下村), 고카촌(五箇村), 미쓰마촌(三妻村), 오노오촌(大生村), 미즈카이도정(水海道町)(현 조소시)

  - 7월 1일 - 군제 시행
- 1897년 8월 24일 - 이시게촌이 정제 시행으로 이시게정(石下町)となる.(3정 24촌)
- 1954년
  - 3월 14일 - 야마카와촌이 유키정에 편입.(3정 23촌)
  - 3월 15일 - 유키정이 기누가와촌·에가와촌·가미야마카와촌을 편입, 시제 시행으로 유키시(結城市)가 되어 군에서 이탈.(2정 20촌)
  - 6월 1일 - 후사카미촌·도요카미촌이 마카베군 시모쓰마정에 편입. 시모쓰마정은 당일 시제 시행으로 시모쓰마시(下妻市)가 됨.(2정 18촌)
  - 7월 10일 - 미즈카이도정이 도요오카촌·스가와라촌·오하나와촌·미쓰마촌·고카촌·오노오촌 및 기타소마군 사카테촌을 편입, 시제 시행으로 미즈카이도시(水海道市)가 되어 군에서 이탈.(1정 12촌)
  - 10월 1일(1정 8촌)
    - 다마촌의 일부가 소도촌에 편입.
    - 이시게정·도요다촌·오카다촌·이누마촌 및 다마촌의 잔여부가 합병하여, 새로이 이시게정이 발족.
- 1955년
  - 1월 1일(1정 3촌)
    - 소도촌·고카이촌·오가타촌이 합병하여 지요카와촌(千代川村)이 발족.
    - 니시토요다촌·나카유키촌·안조촌·시모유키촌 및 마카베군 가와니시촌이 합병하여 야치요촌(八千代村)이 발족.

  - 2월 11일 - 나사키촌·사시마군 고지마촌·야마타촌이 합병하여 사시마군 미와촌(三和村, 현 고가시)이 발족, 군에서 이탈.(1정 2촌)
- 1972년 2월 1일 - 야치요촌이 정제 시행으로 야치요정(八千代町)이 됨.(2정 1촌)
- 2006년 1월 1일(1정)
  - 지요카와촌이 시모쓰마시에 편입.
  - 이시게정이 미즈카이도시에 편입. 미즈카이도시는 즉시 개칭하여 조소시(常総市)가 됨.